# 亨里克十一世 (萊格尼察)
亨里克十一世（波蘭語：Henryk XI Legnicki，1539年2月23日—1588年3月3日），萊格尼察公爵，腓特烈三世的長子。

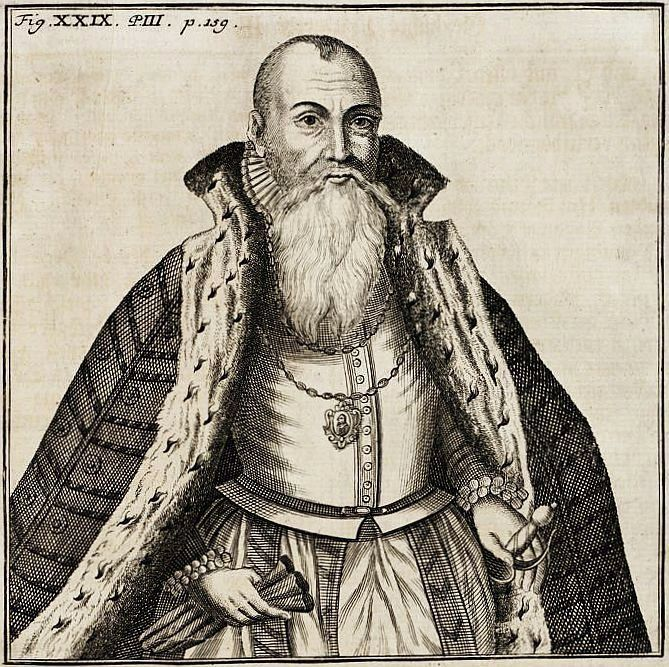
亨里克十一世

## 家庭
1560年，亨里克十一世與布蘭登堡-安斯巴赫的索菲結婚，兩人共有三個女兒：
1. 卡塔里娜（1561年—1608年）
2. 安娜（1563年—1620年）
3. 艾米莉亞（1563年—1618年）